# Savignac-de-Miremont
Savignac-de-Miremont è un comune francese di 158 abitanti situato nel dipartimento della Dordogna nella regione della Nuova Aquitania.

## Monumenti e luoghi d'interesse
- La Ferrassie è un sito archeologico, situato nella valle della Vézère, costituito da un'ampia e profonda grotta fiancheggiata da due ripari rocciosi, all'interno di una rupe calcarea.[2] Indagato a partire dal 1909, ha portato alla luce i resti di sette diversi ominidi, tra i quali quelli relativi all'uomo denominato La Ferrassie 1, di notevole interesse per l'ottimo stato di conservazione del teschio.[3]

## Società

### Evoluzione demografica
Abitanti censiti